# Aeshna canadensis
Aeshna canadensis (tên tiếng Anh là Canada Darner) là một loài chuồn chuồn ngô thuộc họ Aeshnidae. Nó có mặt ở khắp miền nam Canada và miền bắc Hoa Kỳ.

## Hình ảnh

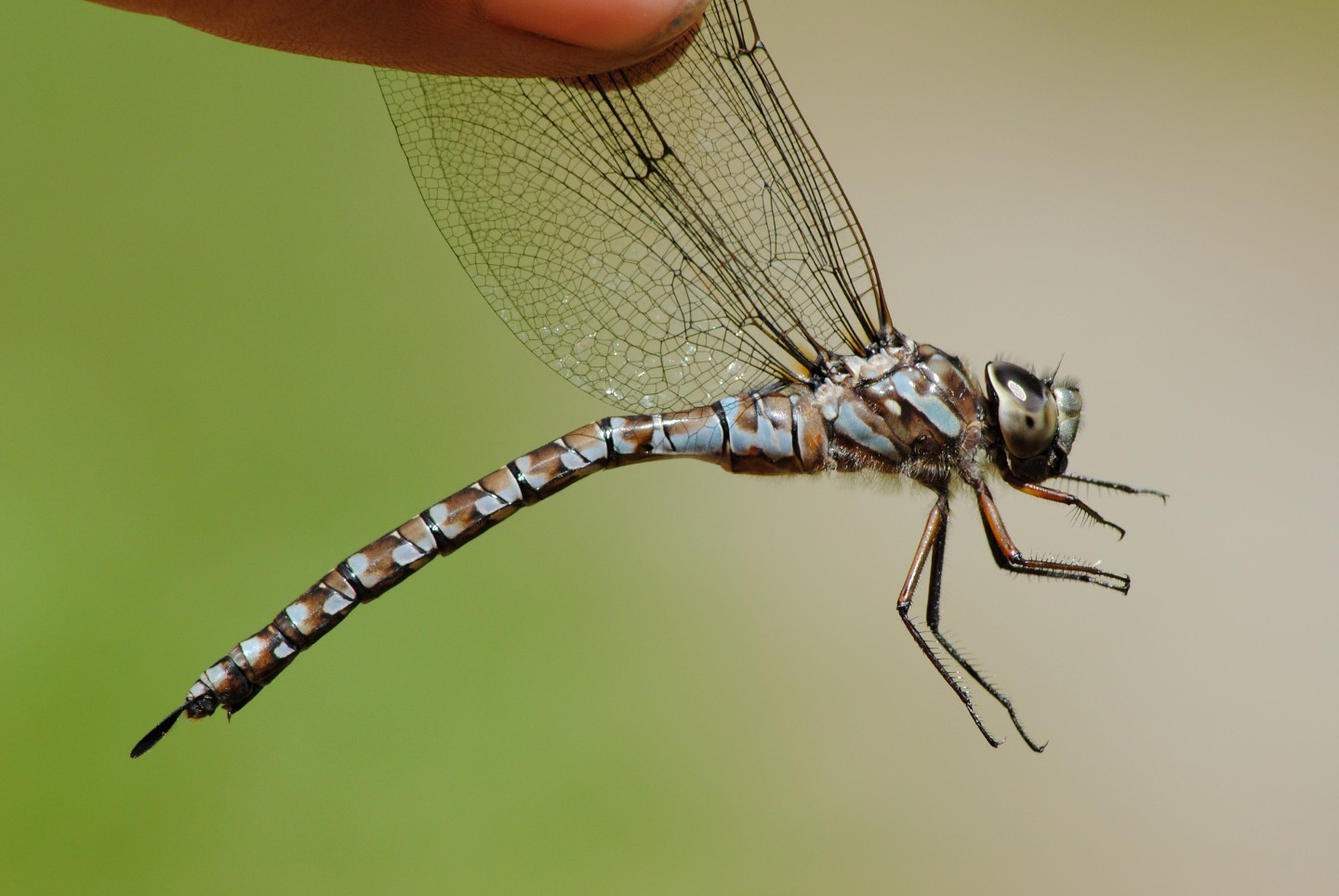
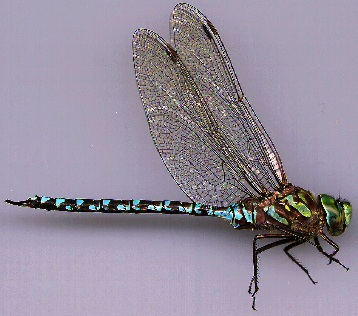

## Các loài gần giống
- Aeshna verticalis
- Aeshna eremita